# كيم جنسن
كيم جنسن (بالدنماركية: Kim Jensen)‏ هو مدرب كرة يد دنماركي، ولد في 24 أكتوبر 1961 في Brønderslev ‏ في الدنمارك.